# Ochetellus vinsoni
Ochetellus vinsoni is een mierensoort uit de onderfamilie van de Dolichoderinae. De wetenschappelijke naam van de soort is voor het eerst geldig gepubliceerd in 1946 door Donisthorpe.